# Onmyo-za
Gli Onmyo-Za (陰陽座?, Onmyōza) ,(il cui nome viene translitterato anche come Onmyoza ed Onmyouza) sono un gruppo musicale heavy metal giapponese formatosi nel 1999 ad Osaka ad opera di Matatabi (Taisei Kunimoto), Kuroneko (Akiko Kunimoto), Maneki (Yukinari Kunimoto) e Karukan. Successivamente, Tora (Atsushi Kawatsuka) si unirà come batterista ufficiale del gruppo. Gli Onmyo-Za, fondono l'heavy metal classico, influenzato principalmente dai Judas Priest e Iron Maiden, con la musica folk giapponese. Altre influenze citate da Matatabi sono i Destruction, Annihilator e i connazionali Ningen Isu.
Sono considerati una delle più importanti band heavy metal del Giappone.
Nella classifica "The 50 Greatest Japanese Metal Bands of All-Time" sono stati classificati all'8º posto
Quasi tutte le canzoni ed i testi sono composti da Matatabi.
Il concept della band si rifà all'immaginario del folklore giapponese ed alle leggende della antica mitologia nipponica (temi presenti in tutti i testi). I membri della band usano nomi d'arte e vestono dei tradizionali kimono durante le esibizioni live.

## Storia del gruppo

### Le origini: il periodo indie (1999-2001)
Matatabi, Kuroneko, Maneki e Karukan formarono gli Onmyo-Za nel 1999 ad Osaka. La band fece il suo debutto il 20 Giugno all'Osaka Brandnew e nello stesso giorno pubblicarono il loro primo demo tape "Tsun eni gesshō o motte senji ni kuwae, nisshin in'yō o min" (常ニ月将ヲ以ッテ占時ニ加へ、日辰陰陽ヲ視ン). In quel periodo non avevano ancora un batterista. Nell'estate e autunno del 1999 tennero alcuni spettacoli ad Osaka e nelle aree vicine. Alla fine dell'anno Tora divento' il batterista ufficiale della band e pubblicarono il loro primo album Kikoku Tensho il 5 Dicembre 1999 con la loro etichetta indipendente Moryo’s Box. Il 2000 fu un anno di crescita per la band, aumento' il numero di spettacoli e il fanbase. Ad Agosto pubblicarono il loro primo singolo Oka no Kotowari e successivamente pubblicarono il loro secondo album Hyakki Ryoran, entrambi con la propria etichetta, in seguito saranno ripubblicati dall'etichetta indipendente Mandrake Root.

### Il debutto Major e il primo tour Europeo (2001-2006)
Grazie all'aumento di popolarità, nel 2001 la band firmo' con l'etichetta major King Records. Dopo un lungo tour la band pubblicò il suo primo singolo major, Tsuki ni Murakumo hana ni Kaze. L'anno si chiuse con la presentazione di una speciale session band con i membri della band progressive metal giapponese Gonin-ish e Uchida Yuuichirou, bassista dei Kinnuku Shoujo-tai. Nel 2002 pubblicarono il loro terzo album Kojin Rasetsu  e il mini album Fuuin Kairan che contiene rarità e canzoni inedite. Nello stesso anno intrapresero il loro primo tour nazionale. La band in seguito incise la cover di "The Trooper" degli Iron Maiden per l'album tributo A Tribute to the Beast e "Beyond the Realms of Death" dei Judas Priest per l'album tributo A Tribute to the Priest. Gli Onmyo-Za sono stati l'unica band giapponese a parteciparvi. Il 2003 inizio' con l'uscita dell'album Hoyoku Rindo, seguito da un paio di brevi ma intensi tour. Successivamente il 24 giugno pubblicarono il singolo Hoyoku Tensho e il 25, il DVD della versione VHS indie di Hyakki Korinden e l'album live Sekinetsu Enbu. Intrapreso due tour, e in seguito uscì il singolo Mezame. I primi due album vennero ristampati mentre il maxi-singolo Nemuri venne pubblicato nel Gennaio del 2004. Nello stesso anno pubblicarono il loro 5º album in studio Mugen Hoyo. Successivamente gli Onmyo-Za intrapresero un tour per promuovere le loro uscite, durante il tour pubblicarono il primo singolo della trilogia dedicata al samurai Minamoto no Yoshitsune, gli altri due furono pubblicati nei mesi successivi. Queste tre canzoni vennero incluse poi nell'album successivo. A Marzo del 2005 pubblicarono il DVD Wagashikabane wo Koete yuke. Il DVD, a differenza dei precedenti, includeva la registrazione di tutto lo spettacolo. La ragione per cui fu registrato l'intero spettacolo era quella di coinvolgere il più possibile chiunque lo guardasse. Nell'Aprile del 2005 pubblicarono il singolo Kouga Ninpocho, fu scritto e registrato per l'anime Basilisk: I segreti mortali dei ninja. Il primo concerto dell'anno della band fu uno speciale per soli fan al teatro Noh di Nogakudo a Tokyo. Gli Onmyo-za sono stati la prima band ad esibirsi in un palco Nō in Giappone, mentre un DVD dello spettacolo, intitolato Yugen-Reibu, fu pubblicato ad Agosto. Tuttavia, prima del DVD, il 6º album Garyo Tensei fu pubblicato il 22 giugno.  Nell'estate del 2005 gli Onmyo-Za annunciarono il loro primo tour al di fuori del Giappone. La band suono' tre concerti in Belgio, Francia e Germania, tra il 28 ottobre e il 1 novembre 2005, e partecipo' a sessioni di autografi.

### La conquista della Top Ten Giapponese  (2007-2009)
Nel 2007, gli Onmyo-Za pubblicarono prima il singolo Kokui no Tennyo e poi l'album Maou Taiten, si tratta del loro primo album a raggiungere la posizione numero 13 della classifica musicale giapponese. Nel 2008 pubblicarono il singolo Kureha e l'album Chimimoryo. L'album raggiunse la posizione numero 9 della classifica musicale giapponese. Nel Gennaio del 2009 pubblicarono il singolo Soukoku/Doukoku, che furono utilizzati come temi di apertura e chiusura per il gioco della Nintendo DS "Inugami ke no ichizoku". Nello stesso anno Tora dichiaro' di voler lasciare la band per motivi personali, continuerà come batterista di supporto per la band con il suo vero nome Atsushi Kawatsuka, fino al 2011, anno in cui lascerà definitivamente il gruppo. Nel Settembre 2009 in occasione del 10º anniversario, pubblicarono il loro 9º album in studio, Kongō Kyūbi. Quest'album è stato pubblicato anche negli Stati Uniti da JapanFiles.

### Il Periodo Post-Tora (2011-presente)
Dopo due anni a Dicembre del 2011 uscì il concept album Kishibojin, considerato il miglior lavoro della band. L'album è stato suonato interamente dal vivo dall'inizio alla fine nel tour Zekkai no Kishibojin e pubblicato poi in DVD nel 2012 con il titolo di Zekkai no Enbu. Con Kishibojin, gli Onmyo-Za sviluppano un sound più esplosivo, sperimentale e moderno e questo stile caratterizzerà anche gli album successivi. L'album è stato anche pubblicato in Europa dall'etichetta tedesca Gan-Shin. Nel 2012 venne ingaggiato Daboshi Makoto come batterista di supporto. Nel 2013 la band pubblico' il loro secondo Best of dal titolo Ryuuou Shugyouku con due nuove canzoni, Fukeyo Kaze, todoroke yo ikazuchi e Ikimono Gurui. Nel 2014 uscì il singolo Seiten no Mikazuki, l'ultimo della trilogia ispirata al daimyō Date Masamune (gli altri singoli dedicati a Masamune sono Aoki Dokugan e Konpeki no Soujin), questa canzone è stata poi inclusa in Rajin Sousei dello stesso anno. Sempre nel 2014 vennero rilasciati gli album gemelli Fūjin Kaikō e Raijin Sōsei seguiti poi dai DVD Fujin Raibu e Raijin Raibu pubblicati nel 2015. Il 30 Novembre 2016 uscì l'album Karyobinga che raggiunse la posizione numero 7 della classifica musicale giapponese, superando quindi il risultato di Chimimoryo che aveva raggiunto la 9ª posizione. Nel Giugno del 2017 pubblicarono il Blu Ray\DVD di Zettenranbu. Nel Gennaio del 2018 pubblicarono il singolo Oka Ninpocho che venne utilizzata come sigla di apertura per l'anime Basilik:Oka Ninpocho. Il 6 Giugno 2018 uscì il loro 14º album in studio Hadō Myōō che raggiunse la posizione numero 11 della classifica musicale giapponese.

## Formazione[7]
- Kuroneko (Akiko Kunimoto) - voce
- Matatabi (Taisei Kunimoto) - basso, voce
- Maneki (Yukinari Kunimoto) - chitarra, cori
- Karukan - chitarra, cori

### Membri di supporto
- Dobashi Makoto - batteria (2010 - presente)
- Abe Masahiro - tastiere

### Ex-membri
- Tora (Atsushi Kawatsuka) - batteria (1999 - 2009) (lascia il gruppo ufficialmente nel 2009 per motivi personali, rimanendo come membro di supporto ed utilizzando il suo vero nome, Atsushi Kawatsuka, fino al 2011, anno in cui abbandona definitivamente il gruppo)

## Discografia[8]

### Album in Studio
- 1999.12-Kikoku Tenshō (鬼哭転生;  Weeping of Reincarnating Spirits)
- 2000.12-Hyakki Ryōran (百鬼繚乱; All Sorts of Monsters All Over the Place)
- 2002.01-Kōjin Rasetsu (煌神羅刹; Coruscating God Rakshasa) (#49 Giappone)
- 2003.01-Hōyoku Rindō (鳳翼麟瞳; Phoenix Wings, Qilin Eyes) (#23 Giappone)
- 2004.03-Mugen Hōyō (夢幻泡影; Dreams, Illusions, Bubbles and Shadows) (#27 Giappone)
- 2005.06-Garyō Tensei (臥龍點睛; Draw the Eyes of the Sleeping Dragon) (#20 Giappone)
- 2007.07-Maō Taiten (魔王戴天;  The Devil Walks the Earth) (#13 Giappone)[9]
- 2008.09-Chimi Mōryō (魑魅魍魎; Evil Spirits of Mountains and Rivers) (#9 Giappone)[10]
- 2009.09-Kongō Kyūbi (金剛九尾; Indestructible Ninetails) (#13 Giappone)[11]
- 2011.12-Kishibojin (鬼子母神; Hariti) (#13 Giappone)[12]
- 2014.09-Fūjin Kaikō (風神界逅; The God of the Winds Confronts the Realms) (#10 Giappone)[13]
- 2014.09-Raijin Sōsei (雷神創世; The God of Thunder Creates the World) (#11 Giappone)[14]
- 2016.11-Karyobinga (迦陵頻伽; Kalavinka) (#7 Giappone)[15]
- 2018.06-Hadō Myōō (覇道明王; High handed Wisdom King) (#11 Giappone)[16]

### EP
- 2002.07-Fūin Kairan (封印廻濫; Overbrimming Seal) (#63 Giappone)

### Singoli
- 2000.08-Oka no Kotowari (桜花ノ理; The Truth of Cherry Blossoms)
- 2001.12-Tsuki ni Murakumo Hana ni Kaze (月に叢雲花に風; Moon in the Clouds, Flowers in the Wind)
- 2002.12-Yōka Ninpōchō (妖花忍法帖; Ninja Scroll of Bewitching Flower) (#57 Giappone)
- 2003.06-Hōyoku Tenshō (鳳翼天翔; Soaring Phoenix Wings) (#66 Giappone)
- 2003.10-Mezame (醒; Awakening) (#30 Giappone)
- 2004.01-Nemuri (睡; Sleep) (#40 Giappone)
- 2004.09-Kumikyoku "Yoshitsune" ~ Akki Hōgan (組曲「義経」～悪忌判官; Fiendish Hōgan) (#30 Giappone)
- 2004.10-Kumikyoku "Yoshitsune" ~ Muma Enjō (組曲「義経」～夢魔炎上; Nightmare Ablaze) (#32 Giappone)
- 2004.11-Kumikyoku "Yoshitsune" ~ Raise Kaikō (組曲「義経」～来世邂逅; Otherworldly Rencontre) (#33 Giappone)
- 2005.04-Kōga Ninpōchō (甲賀忍法帖: Ninja Scroll of Kōga) (#31 Giappone)[17]
- 2007.06-Kokui no Tennyo (黒衣の天女; Heavenly Maiden in Black) (#14 Giappone)[18]
- 2008.08-Kureha (紅葉; Kureha) (#15 Giappone)[19]
- 2009.01-Sōkoku / Dōkoku(相剋/慟哭; Rivalry / Lamentation) (#13 Giappone)[20]
- 2009.08-Aoki Dokugan (蒼き独眼; One Blue Eye) (#17 Giappone)[21]
- 2011.02-Konpeki no Sōjin (紺碧の双刃; Azure Double Edge) (#23 Giappone)[22]
- 2014.03-Seiten no Mikazuki (青天の三日月; Crescent in The Blue) (#19 Giappone)[23]
- 2018.01-Oka Ninpōchō (桜花忍法帖; Ninja Scroll of Cherry Blossoms) (#15 Giappone)[24]

### Album dal vivo
- 2003.06-Sekinetsu Enbu (赤熱演舞; Red Hot Dance) (#68 Giappone)
- 2006.06-Onmyō Raibu (陰陽雷舞; Onmyō Live) (#35 Giappone)[25]

### Raccolte
- 2006.02-In'yō Shugyoku (陰陽珠玉; Yin Yang Pearls and Gems) (#14 Giappone)[26]
- 2010.12-Onmyo Taizen (陰陽大全) (#48 Giappone)[27]
- 2013.12-Ryūō Shugyoku (龍凰珠玉; Dragon Phoenix Pearls and Gems) (#18 Giappone)[28]
- 2019.04-Nyukon Taizen (廿魂大全) (#63 Giappone)[29]
- 2019.12-Tanban Taizen (単盤大全) (#78 Giappone)[30]

## Videografia[31]
- 2003.06-Hakko Ranbu (白光乱舞) (#40 Giappone)
- 2004.02-Hyakki Korinden (百鬼降臨伝)
- 2005.03-Waga Shikabane wo Koeteyuke (我屍越行) (#28 Giappone)
- 2005.08-Yugen Reibu (幽玄霊舞) (Solo per il Fanclub)
- 2006.06-Shugyoku Enbu (珠玉宴舞) (#40 Giappone)[32]
- 2008.02-Tenkafubu (天下布舞) (#44 Giappone)[33]
- 2010.04-Ryuuou Rinbu (龍凰輪舞) (#24 Giappone)[34]
- 2010.07-Shikigami Raibu (式神雷舞) (Solo per il Fanclub)
- 2012.09-Zekkai Enbu (絶界演舞) (#6 Giappone)[35]
- 2013.12-Shikigami Oubu (式神謳舞) (Solo per il Fanclub)
- 2015.09-Fujin Raibu (風神雷舞) DVD: (#21 Giappone)[36] Blu-ray: (#15 Giappone)[37]
- 2015.09-Raijin Raibu (雷神雷舞) DVD: (#20 Giappone)[38] Blu-ray: (#16 Giappone)[39]
- 2017.06-Zettenranbu (絶巓鸞舞) DVD: (#20 Giappone)[40] Blu-ray: (#6 Giappone)[41]
- 2019.03-Hadō Shichō Mai (覇道征舞) DVD: (#17 Giappone)[42] Blu-ray: (#10 Giappone)[43]